# Bitwa pod Baranowiczami (1919)

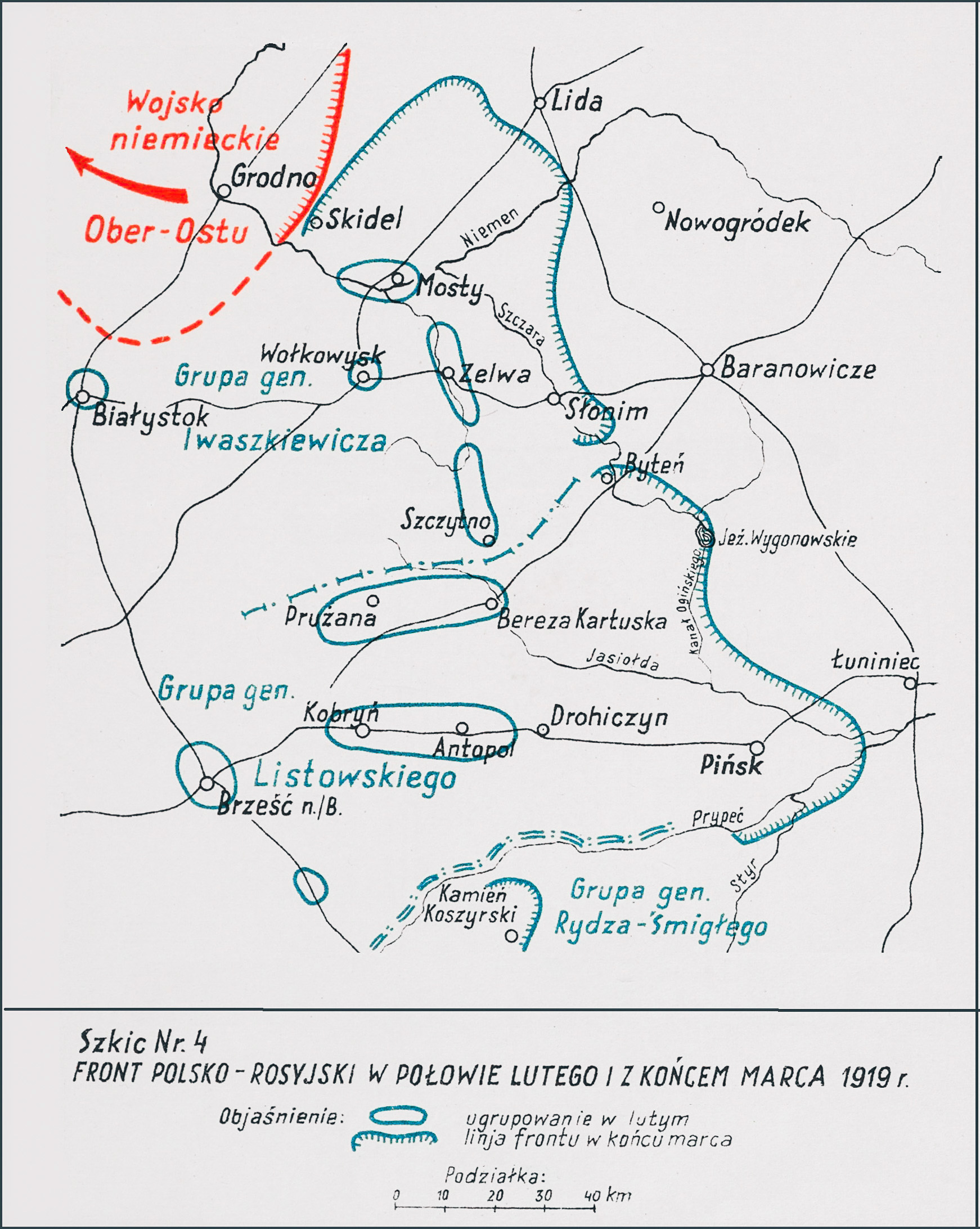
Adam Przybylski,
Wojna Polska 1918–1921

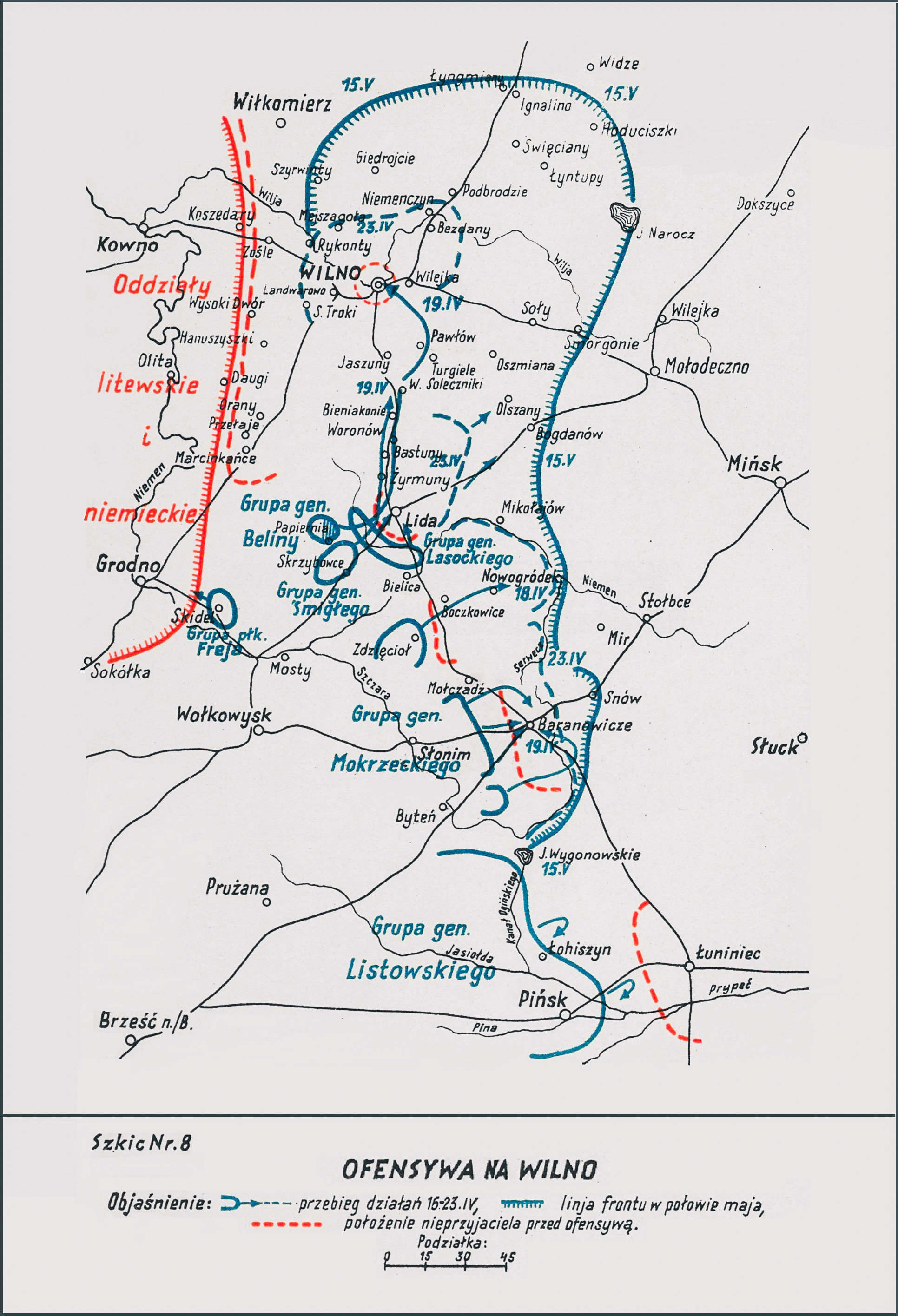
Adam Przybylski,
Wojna Polska 1918–1921

Bitwa pod Baranowiczami – walki grupy kpt. Jerzego Dąbrowskiego w marcu i grupy płk. Aleksandra Boruszczaka w kwietniu 1919 z oddziałami Armii Czerwonej toczone w początkowym okresie wojny polsko-bolszewickiej.

## Geneza
W ostatnich miesiącach 1918 i w pierwszych 1919 na wschodnich krańcach odradzającej się Rzeczypospolitej stacjonowały wojska niemieckie Ober-Ostu. Ich ewakuacja powodowała, że opuszczane przez nie tereny od wschodu zajmowała Armia Czerwona. Jednocześnie od zachodu podchodziły oddziały odradzającego się Wojska Polskiego. W lutym 1919 oddziały polskie weszły w kontakt bojowy z jednostkami Armii Czerwonej. Rozpoczęła się nigdy niewypowiedziana wojna polsko-bolszewicka. W tym okresie oddziały polskie prowadziły ograniczone działania zaczepne. W połowie lutego front polsko-sowiecki ustalił się na linii rzeki Szczary.

## Walczące wojska
| Jednostka                               | Dowódca                   | Podporządkowanie          |
| Wojsko Polskie                          |                           |                           |
| dowództwo Dywizji Litewsko-Białoruskiej | gen. Stanisław Szeptycki  | Front Litewsko-Białoruski |
| ⇒ oddział kpt. Dąbrowskiego             | kpt. Jerzy Dąbrowski      | Dywizja L-B               |
| → szwadrony ułanów wileńskich           |                           | oddział kpt. Dąbrowskiego |
| → szwadron 10 puł                       |                           | oddział kpt. Dąbrowskiego |
| → szwadron 3 pułku ułanów               |                           | oddział kpt. Dąbrowskiego |
|                                         |                           |                           |
| ⇒ grupa płk. Boruszczaka                | płk Aleksander Boruszczak | Dywizja L-B               |
| → oddział płk. Pasławskiego             | płk Stefan Pasławski      | grupa płk. Boruszczaka    |
| →batalion szturmowy Dywizji L-B         | kpt. Witold Komierowski   | grupa płk. Boruszczaka    |
| → I/ wileńskiego pułku strzelców        | mjr Stanisław Bobiatyński | grupa płk. Boruszczaka    |
| → oddział mjr. Dąbrowskiego             | mjr Władysław Dąbrowski   | grupa płk. Boruszczaka    |
| Armia Czerwona                          |                           |                           |
| dowództwo Dywizji Zachodniej            | Roman Łągwa               | Armia Zachodnia           |
| ⇒ rewolucyjny pułk warszawski           |                           | Dywizja Zachodnia         |
| ⇒ 2 rewolucyjny pułk lubelski           |                           | Dywizja Zachodnia         |
| ⇒ Miński pułk czekistów                 |                           |                           |
| oddziały tyłowe ACz                     |                           |                           |

## Walki pod Baranowiczami

### Wypad w marcu 1919

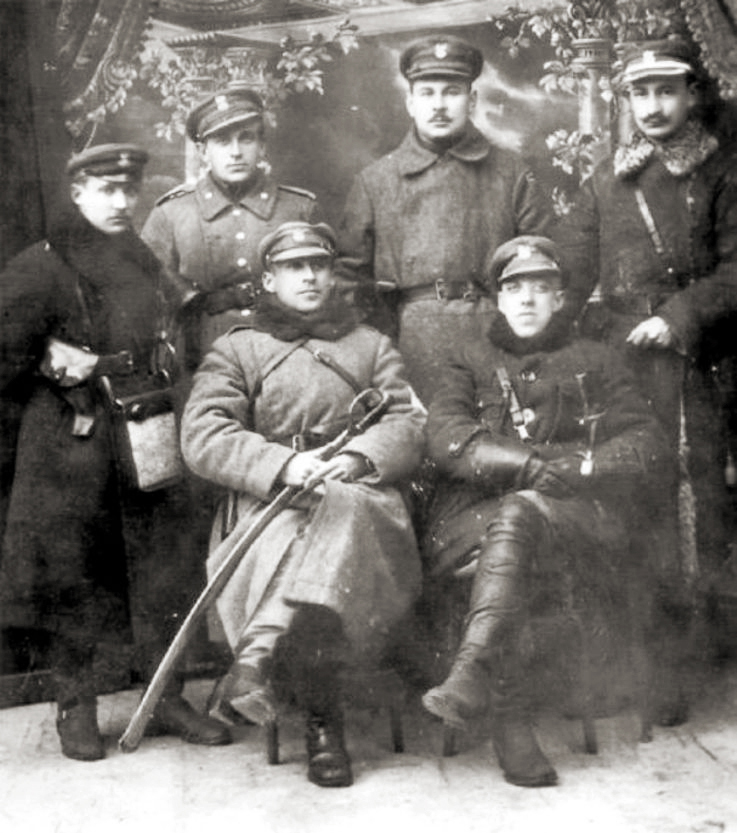
Dowództwo ochotniczego oddziału braci Dąbrowskich - luty 1919. Siedzą (od lewej): mjr Władysław Dąbrowski, rtm Jerzy Dąbrowski.

13 marca dowódca Dywizji Litewsko-Białoruskiej gen. Stanisław Szeptycki rozkazał grupie jazdy kpt. Jerzego Dąbrowskiego w składzie dwa szwadrony 13 pułku ułanów, szwadron zbiorczy 10 pułku ułanów i szwadron 3 pułku ułanów wykonać rajd (zagon) na tyły przeciwnika w rejon Baranowicz. Grupa przeszła lasami i 15 marca uszkodziła tor kolejowy pod Horodziejem. Następnego dnia wieczorem polscy ułani zajęli stację i miasteczko Sieniawkę, zdobywając przy tym pociąg wojskowy. Jednocześnie szwadron techniczny zniszczył mosty, przerywając ruch na odcinku Baranowicze – Łuniniec. Wieczorem 16 marca pułk osiągnął Horodyszcze, a po odpoczynku nocnym rozpoczął marsz na Nową Mysz. Stąd zaatakował Baranowicze i zdobył je. Atak i zdobycie stacji kolejowej wywołało panikę i zamieszanie na tyłach sowieckich wojsk. 20 marca polska grupa wypadowa wróciła nad Szczarę.
Komunikat prasowy Sztabu Generalnego z 19 marca 1919 donosił:

Skombinowany oddział pod dowództwem rtm. Jerzego Dąbrowskiego zniszczył linję kolejową, przez co spowodował wykolejenie pociągu nieprzyjacielskiego pod Sieniawką. Drogą okrężną przez Horodziej, Iszkołdź i Horodyszcze doszedł do Baranowicz i uderzył znienacka znajdujące się tam bolszewickie wojska. Po krótkiej a energicznej walce rozproszył przerażonych niespodziewanym napadem czerwono-gwardzistów, wziął wielu jeńców i zdobył duże zapasy broni, amunicji i materiału wojennego.

### Walki grupy płk. Boruszczaka

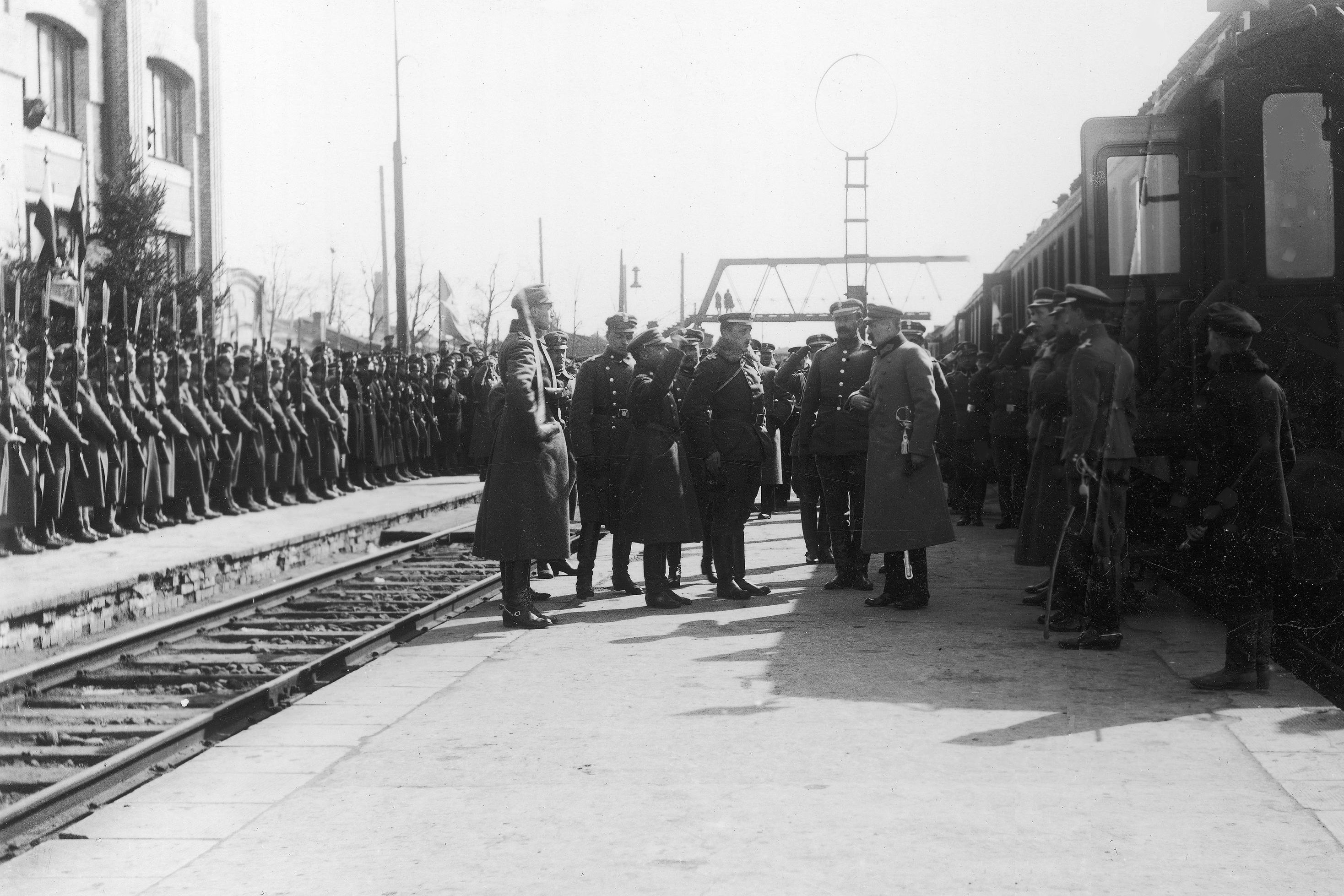
Powitanie marszałka Józefa Piłsudskiego na dworcu kolejowym w Siedlcach podczas jego podróży na wschód do Brześcia 26 marca 1919

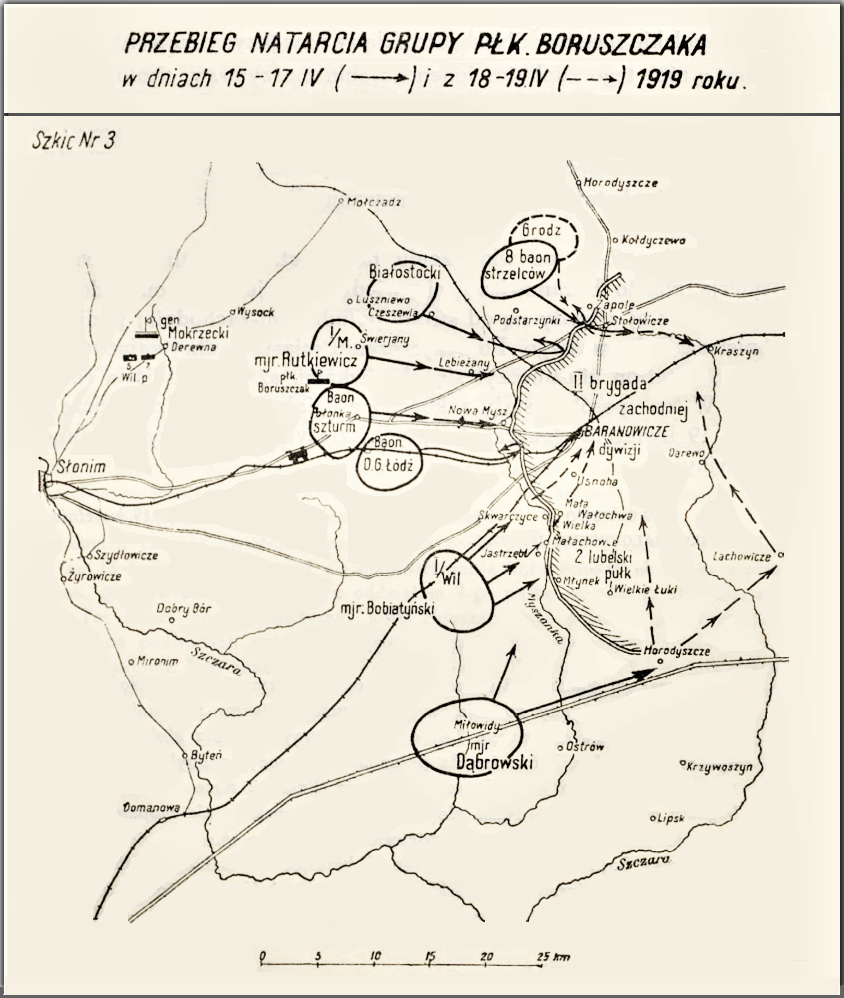
Natarcie grupy płk Aleksandra Boruszczaka na Baranowicze

26 marca 1919 marszałek Józef Piłsudski przedstawił w Brześciu plan wyzwolenia Wilna. Plan przewidywał też wykonanie uderzenia demonstracyjnego na Baranowicze, Lidę i Nowogródek. Miały one odwrócić uwagę dowództwa sowieckiej Dywizji Zachodniej od głównego kierunku uderzenia, jakim był kierunek wileński.
Zadanie opanowania Baranowicz i Nowogródka powierzono gen. Adamowi Mokrzeckiemu. Dysponował on dziewięcioma batalionami piechoty, 3. i 9 pułkiem ułanów, grupą jazdy mjr. Dąbrowskiego i trzema bateriami artylerii. Główne zadanie wykonywała grupa płk. Aleksandra Boruszczaka. Dowódca grupy podzielił swoje zgrupowanie uderzeniowe na cztery kolumny. Tworzący północne skrzydło zgrupowania oddział płk. Stefana Pasławskiego, liczący trzy bataliony i dwie baterie, ruszył na Cieszewlę i Białolesie, batalion szturmowy kpt. Witolda Komierowskiego skierował się na Nową Mysz, mjr Stanisław Bobiatyński z I wileńskim batalionem strzelców nacierał na Baranowicze od południowego zachodu; oddział mjr. Władysława  Dąbrowskiego w składzie trzy szwadrony ułanów wileńskich, dwa bataliony lidzkiego pułku strzelców miał obejść Baranowicze od południowego wschodu. Pod Baranowiczami broniła się składająca się w większości z Polaków I Brygada sowieckiej dywizji, licząca około 3000 żołnierzy i posiadająca 8 dział. W Nowogródku i Nowojelni stały 3 kompanie i 2 szwadrony kawalerii, w Horodyszczach 1 batalion, w Cieszewli 1 szwadron, w Nowej Myszy 1 kompania, w Kuncewiczach, Małachowcach i Młynku znajdowały się 2 kompanie i 2 szwadrony. Wysunięte placówki nieprzyjaciel rozmieścił w Świerjanach, Połonce i Niebytach. Sowieci wykorzystywali ponadto umocnienia polowe z czasów I wojny światowej. Największe zgrupowanie nieprzyjaciela stacjonowało w Baranowiczach. Tu znajdował się też sztab sowieckiej brygady.

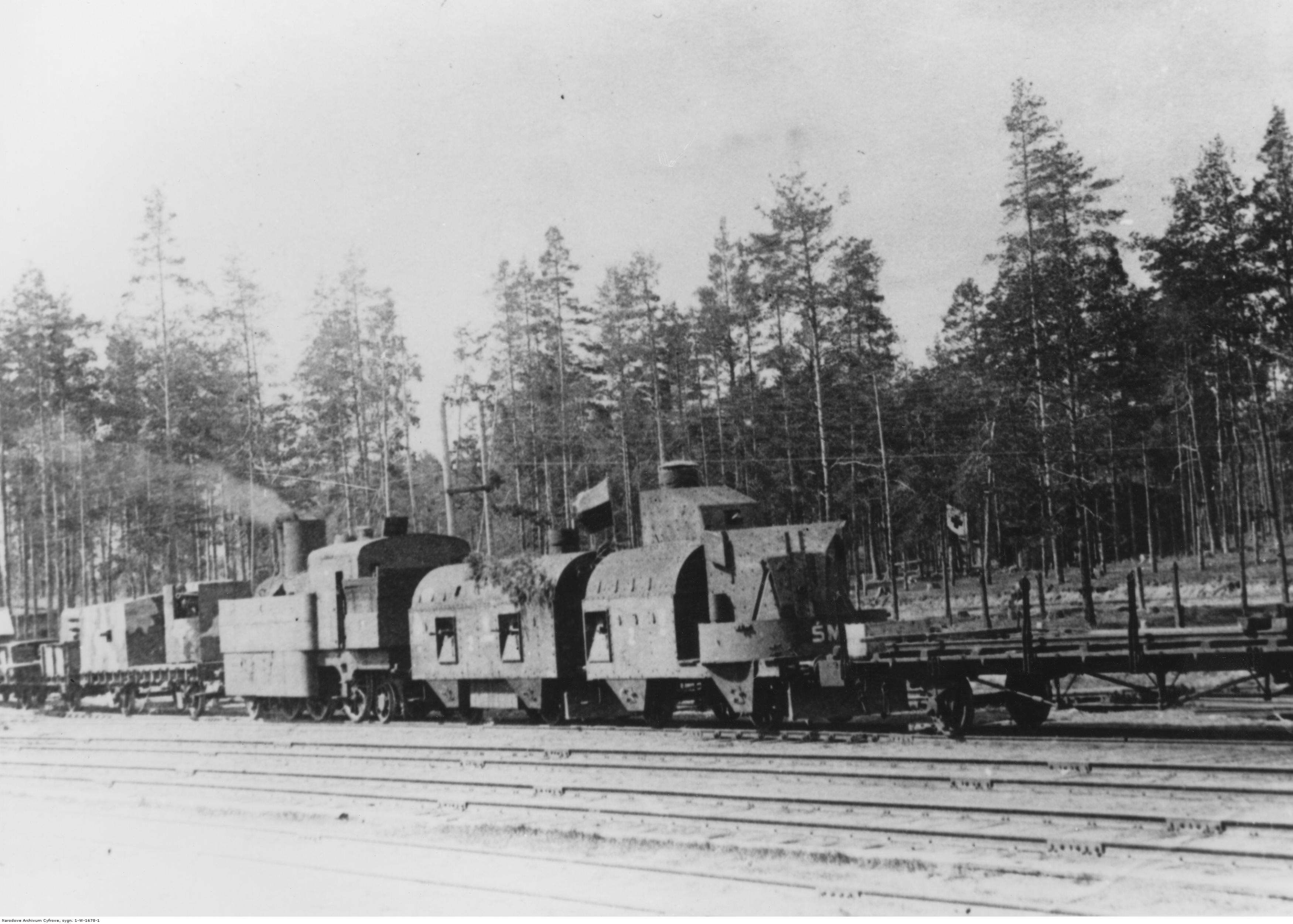
Pociąg pancerny „Śmiały”

13 kwietnia ruszyło polskie natarcie, ale po trzech dniach ciężkich walk zostało załamane nad Myszanką. Brakowało amunicji strzeleckiej, a i baterie artylerii, którym pozostało po 15–20 pocisków na działo, nie mogły efektywnie wspierać piechoty. Ponieważ po obu stronach frontu walczyli Polacy, niejednokrotnie podczas przerw w boju żołnierze wymyślali sobie nawzajem po polsku. Podwładni płk. Aleksandra Boruszczaka nazywali przeciwników zdrajcami i sprzedawczykami, ci zaś rewanżowali się określeniem „pachołki burżuazji”. W tym położeniu dowódca Dywizji Litewsko-Białoruskiej gen. Stanisław Szeptycki wzmocnił grupę gen. Mokrzeckiego batalionem piechoty z Okręgu Generalnego Łódź, oddziałem jazdy tatarskiej i baterią artylerii. Zaopatrzono też walczące oddziały w amunicję. Także Sowieci wzmacniali swoje siły. Na front przybył 10 Miński pułk czekistów, który odrzucił grupę płk. Pasławskiego spod Adamowa.
18 kwietnia płk Boruszczak wznowił natarcie siłami batalionu szturmowego, batalionu OGen. Łódź i szwadronu 10 pułku ułanów. Uderzenie na Nową Mysz załamało się, ale na innych odcinkach frontu odnotowano sukcesy. Mjr Bobiatyński dotarł do Uznohy, a mjr Dąbrowski sforsował Myszankę, wszedł w lukę i rozpoczął manewr obejścia Baranowicz od południowego wschodu. 19 kwietnia Grodzieński pułk strzelców opanował Stołowicze. 19 kwietnia pod miasto dotarł batalion szturmowy Dywizji L-B kpt. Komierowskiego, ale zmęczony całonocnym marszem nie zdołał przełamać obrony nieprzyjaciela. O rezultacie walk przesądziła śmiała akcja podjazdu 10 pułku ułanów, który wykonał szarżę na uchodzące tabory, wzniecając panikę na tyłach oddziałów broniących miasta.
Komunikat prasowy Sztabu Generalnego z 19 kwietnia 1919 donosił:

Oddziały grupy gen. Mokrzeckiego, po uporczywej walce, która trwała nieustannie przez 5 dni i 5 nocy, zdobyły Baranowicze 19. IV. o godzinie 7 rano. Nieprzyjaciel stawił wyjątkowo silny opór. […] Nasz bohaterski żołnierz dawał dowody nadzwyczajnego męstwa i wytrwałości. Bataljon szturmowy kapitana Komierowskiego i bataljon pułku wileńskiego, tocząc bój na bagnety, szerząc popłoch, pierwsze wtargnęły do miasta. Pułk białostocki zaatakował ufortyfikowane pozycje nieprzyjacielskie w Stołowiczach, bronione zaciekle przez marynarzy. Brawurowym atakiem wyparto marynarzy z pozycji, biorąc do niewoli 140 i zdobywając 11 karabinów maszynowych. […] Atakując w dalszym ciągu, bohaterskie nasze oddziały dotarły do linji kolejowej na Mińsk, tu spotkały się z kawalerją majora Dąbrowskiego, który zaszedł na tyły nieprzyjacielskie od strony Darowa. […] W akcji na Baranowicze wielce zasłużyli się ułani pułku 10 rotmistrza Tomaszewicza, ułani grodzieńscy, oraz pociągi pancerne Śmiały II i Piłsudczyk.

## Bilans walk
Opanowanie Baranowicz umożliwiło wojskom polskim oparcie frontu na linii okopów niemieckich z okresu I wojny światowej.